# فيتور جونيور
فيتور سيلفا أسيس دي أوليفيرا جونيور (بالبرتغالية: Vítor Silva Assis de Oliveira Jr.‏) المعروف باسم فيتور جونيور (ولد في 15 سبتمبر 1986 في بورتو أليغري، البرازيل) لاعب كرة قدم برازيلي يجيد اللعب في مركز الوسط المهاجم وبدرجة أقل المهاجم الثاني. يلعب حاليا لصالح النجمة الذي ينافس في الدوري البحريني الممتاز منذ 2021.

## المسيرة الرياضية

### الأندية
في عام 2004 انضم فيتور جونيور إلى الفئات السنية في إنترناسيونال البرازيلي. في 1 يناير 2005 تم تصعيده للفريق الأول. ساهم فيتور جونيور في تتويج إنترناسيونال ببطولة دوري الدرجة الأولى لولاية ريو غراندي دو سول بعدما تغلب في المباراة النهائية على 15 نوفمبر 2-1 في مجموع المباراتين ليحقق فيتور جونيور أولى بطولاته الشخصية.
في 1 يوليو 2005 انتقل فيتور جونيور من إنترناسيونال إلى كروزيرو البرازيلي بنظام الإعارة حتى نهاية الموسم. في بطولة الدوري البرازيلي لكرة القدم 2005 ساهم في احتلال كروزيرو المركز الثامن برصيد 60 نقطة بفارق 21 نقطة عن البطل كورينثيانز وبالتالي تأهل كروزيرو إلى البطولة القارية كوبا سود أمريكانا 2006. وفي بطولة كأس البرازيل 2005 ساهم في وصول كروزيرو إلى الدور النصف النهائي عندما خسر من باوليستا 3-4 في مجموع المباراتين. انتهت الإعارة في 31 ديسمبر 2005.
في 1 يناير 2006 انتقل فيتور جونيور من إنترناسيونال إلى دينامو زغرب الكرواتي (الدرجة الممتازة) في صفقة انتقال حر. في موسمه الأول 2005-2006 وفي بطولة الدوري الكرواتي الممتاز 2005–06 ساهم فيتور جونيور في تتويج دينامو زغرب بالبطولة بعدما تصدر الترتيب برصيد 76 بفارق 11 نقطة عن الوصيف رييكا ليحقق فيتور جونيور ثاني بطولاته الشخصية.
في 1 أغسطس 2006 انتقل فيتور جونيور من دينامو زغرب إلى كوبر السلوفيني بنظام الإعارة لمدة نصف موسم. في بطولة دوري سلوفينيا لكرة القدم 2006–07 ساهم فيتور جونيور في حصد كوبر 16 نقطة في 19 مباراة. وفي بطولة كأس سلوفينيا ساهم في تأهل كوبر إلى الدور النصف النهائي بعدما تغلب على رودار فيلنيه بركلات الترجيح في الدور الربع النهائي. انتهت الإعارة في 31 ديسمبر 2006.
في 1 يناير 2007 انتقل فيتور جونيور من دينامو زغرب إلى سبورت ريسيفي البرازيلي في صفقة انتقال حر. في موسمه الأول 2007 وفي بطولة دوري الدرجة الأولى لولاية بيرنامبوكو (الدرجة الخامسة) ساهم فيتور جونيور في تتويج سبورت ريسيفي بالبطولة بعدما تصدر الترتيب برصيد 49 نقطة بفارق 17 نقطة عن الوصيف سنترال ليحقق فيتور جونيور ثالث بطولاته الشخصية.
في 1 يوليو 2007 انتقل فيتور جونيور من سبورت ريسيفي إلى سانتوس البرازيلي في صفقة انتقال حر. في موسمه الأول 2007 وفي بطولة الدوري البرازيلي لكرة القدم 2007 ساهم في احتلال سانتوس المركز الثاني برصيد 62 نقطة بفارق 15 نقطة عن البطل ساو باولو.
في موسمه الثاني 2008 وفي بطولة دوري الدرجة الأولى لولاية ساو باولو (الدرجة الخامسة) ساهم في احتلال سانتوس المركز السابع برصيد 31 نقطة بفارق 4 نقاط عن صاحب المركز الرابع بونتي بريتا المؤهل إلى الدور النصف النهائي. وفي بطولة كوبا ليبرتادوريس 2008 ساهم في وصول سانتوس إلى الدور الربع النهائي عندما خسر من أمريكا المكسيكي 1-2 في مجموع المباراتين. وفي بطولة الدوري البرازيلي لكرة القدم 2008 ساهم في حصد سانتوس 3 نقاط في 6 مباريات.
في 1 يوليو 2008 انتقل فيتور جونيور من سانتوس إلى كاواساكي فرونتالي الياباني (الدرجة الممتازة) بنظام الإعارة حتى نهاية الموسم. في موسمه الأول 2008 وفي بطولة الدوري الياباني لكرة القدم 2008 ساهم في احتلال كاواساكي فرونتالي المركز الثاني برصيد 60 نقطة بفارق 3 نقاط عن البطل كاشيما أنتلرز. وفي بطولة كأس إمبراطور اليابان 2008 ساهم في وصول كاواساكي فرونتالي إلى الدور الثمن النهائي عندما خسر من سانفريس هيروشيما 0-2. انتهت الإعارة في 31 ديسمبر 2008.
في 1 يناير 2009 انتقل فيتور جونيور من سانتوس إلى كاواساكي فرونتالي مقابل 450 ألف يورو. في موسمه الثاني 2009 وفي بطولة الدوري الياباني لكرة القدم 2009 ساهم في احتلال كاواساكي فرونتالي المركز الثاني برصيد 64 نقطة بفارق نقطتين عن البطل كاشيما أنتلرز. وفي بطولة كأس إمبراطور اليابان 2009 ساهم في وصول كاواساكي فرونتالي إلى الدور الربع النهائي عندما خسر من فيغالتا سنداي 1-2. وفي بطولة كأس الدوري الياباني 2009 ساهم في وصول كاواساكي فرونتالي إلى المباراة النهائية حيث خسر من طوكيو 0-2. وفي بطولة دوري أبطال آسيا 2009 ساهم في وصول كاواساكي فرونتاي إلى الدور الربع النهائي عندما خسر من ناغويا غرامبوس 3-4 في مجموع المباراتين.
في موسمه الثالث 2010 وفي بطولة الدوري الياباني لكرة القدم 2010 ساهم فيتور جونيور في احتلال كاواساكي فرونتالي المركز الخامس برصيد 54 نقطة بفارق 18 نقطة عن البطل ناغويا غرامبوس. وفي بطولة كأس إمبراطور اليابان 2010 ساهم في وصول كاواساكي فرونتالي إلى الدور الثمن النهائي عندما خسر من مونتيديو ياماغاتا بركلات الترجيح. وفي بطولة كأس الدوري الياباني 2010 ساهم في وصول كاواساكي فرونتالي إلى الدور النصف النهائي حيث خسر من جوبيلو إيواتا 2-3 في مجموع المباراتين. وفي بطولة دوري أبطال آسيا 2010 اكتفى كاواساكي فرونتالي باحتلال المركز الثالث في المجموعة الخامسة برصيد 6 نقاط بفارق 4 نقاط عن صاحب المركز الثاني بكين سينوبو غوان الصيني الذي تأهل إلى الدور الثمن النهائي.
في 1 مارس 2011 انتقل فيتور جونيور من كاواساكي فرونتالي إلى أتلتيكو غويانيينسي البرازيلي في صفقة انتقال حر. في بطولة دوري الدرجة الأولى لولاية غوياس (الدرجة الخامسة) ساهم في تتويج أتلتيكو غويانيينسي بالبطولة بعدما غوياس بركلات الترجيح بعد تعادلهما 2-2 في مجموع المباراتين ليحقق فيتور جونيور رابع بطولاته الشخصية. وفي بطولة دوري الدرجة الأولى ساهم في احتلال أتلتيكو غويانيينسي المركز 13 برصيد 48 نقطة بفارق 7 نقاط عن منطقة الهبوط. وفي بطولة كأس البرازيل 2011 ساهم في وصول أتلتيكو غويانيينسي الدور 32 عندما خسر من قرطبة 2-5 في مجموع المباراتين.
في 1 يناير 2012 انتقل فيتور جونيور من أتلتيكو غويانيينسي إلى كورينثيانز البرازيلي في صفقة انتقال حر. في موسمه الأول 2012 وفي بطولة دوري الدرجة الأولى لولاية ساو باولو (الدرجة الخامسة) ساهم في احتلال كورينثيانز المركز الأول برصيد 46 نقطة ليتأهل إلى الدور الربع النهائي حيث خسر من بونتي بريتا 2-3. وفي بطولة كوبا ليبرتادوريس 2012 ساهم في وصول كورينثيانز إلى الدور الثمن النهائي عندما تغلب على ناسيونال أسونسيون الباراغواياني 9-1 في الدور 32.
في 1 مايو 2012 انتقل فيتور جونيور من كورينثيانز إلى بوتافوغو البرازيلي بنظام الإعارة حتى نهاية الموسم. شارك في المباراة النهائية لبطولة دوري الدرجة الأولى لولاية ريو دي جانيرو حيث خسر بوتافوغو من فلومينينسي 1-5 في مجموع المباراتين. وفي بطولة كأس البرازيل خرج بوتافوغو من المرحلة الأولى مع فيتور جونيور عندما خسر في الدور الثالث من فيتوريا 2-3 في مجموع المباراتين. وفي بطولة دوري الدرجة الأولى ساهم في احتلال بوتافوغو المركز السابع برصيد 55 نقطة بفارق 22 نقطة عن البطل فلومينينسي. وفي بطولة كوبا سود أمريكانا 2012 خرج من المرحلة الأولى له عندما خسر من بالميراس البرازيلي بقاعدة أفضلية الأهداف خارج الأرض بعد تعادلهما 3-3 في مجموع المباراتين في الدور الثاني. انتهت الإعارة في 31 ديسمبر 2012.
في 9 يناير 2013 انتقل فيتور جونيور من كورينثيانز إلى إنترناسيونال بنظام الإعارة لمدة نصف موسم. في موسمه الأول 2013 وفي بطولة دوري الدرجة الأولى لولاية ريو غراندي دو سول (الدرجة الخامسة) ساهم فيتور جونيورلا في تتويج إنترناسيونال بالبطولة بعدما تغلب في المباراة النهائية على يوفينتود بركلات الترجيح ليحقق فيتور جونيور خامس بطولاته الشخصية. وفي بطولة كأس البرازيل ساهم في وصول إنترناسيونال إلى الدور الثالث بعدما تغلب على سانتا كروز 2-0 في الدور الثاني. انتهت الإعارة في 30 يونيو 2013.
وفي بطولة دوري الدرجة الأولى ساهم فيتور جونيور في حصد كورينثيانز 15 نقطة في 8 مباريات. وفي بطولة كوبا سود أمريكانا 2013 ساهم فيتور جونيور في تتويج كورينثيانز بالبطولة بعدما تغلب على ساو باولو 4-1 في مجموع المباراتين ليحقق فيتور جونيور سادس بطولاته الشخصية.
في 12 أغسطس 2013 انتقل فيتور جونيور من كورينثيانز إلى قرطبة البرازيلي بنظام الإعارة حتى نهاية الموسم. في موسمه الأول 2013 وفي بطولة دوري الدرجة الأولى ساهم في احتلال قرطبة المركز 14 برصيد 48 نقطة بفارق 4 نقاط عن منطقة الهبوط. وفي بطولة كوبا سود أمريكانا ساهم في وصول قرطبة إلى الدور الثمن النهائي عندما خسر من إيتاغوي ديتيريز الكولومبي 1-3 في مجموع المباراتين. انتهت الإعارة في 31 ديسمبر 2013.
في 22 يناير 2014 انتقل فيتور جونيور من كورينثيانز إلى فيغورينسي البرازيلي بنظام الإعارة حتى منتصف الموسم. في موسمه الأول 2014 وفي بطولة دوري الدرجة الأولى لولاية سانتا كاتارينا (الدرجة الخامسة) ساهم فيتور جونيور في تتويج فيغورينسي بالبطولة بعدما تغلب في المباراة النهائية على جوينفيل بركلات الترجيح بعد تعادلهما 3-3 في مجموع المباراتين ليحقق فيتور جونيور سابع بطولاته الشخصية. وفي بطولة دوري الدرجة الأولى ساهم في حصد فيغورينسي 4 نقاط من 9 مباريات. وفي بطولة كأس البرازيل خسر فيغورينسي مباراة الذهاب في الدور الثاني من ريد بل براغانتينو 1-2. انتهت الإعارة في 30 يونيو 2014.
في 1 يوليو 2014 انتقل فيتور جونيور من كورينثيانز إلى ليون المكسيكي بنظام الإعارة حتى نهاية الموسم. في 11 يوليو 2014 تم فسخ عقد الإعارة.
في 15 يوليو 2014 انتقل فيتور جونيور من كورينثيانز إلى فيغورينسي البرازيلي بنظام الإعارة حتى نهاية الموسم. في بطولة دوري الدرجة الأولى ساهم فيتور جونيور في احتلال فيغورينسي المركز الرابع عشر برصيد 47 نقطة بفارق 9 نقاط عن منطقة الهبوط. وفي بطولة كأس البرازيل وعلى الرغم من فوز فيغورينسي في مباراة إياب الدور الثاني على ريد بل براغانتينو إلا أنه خسر في نهاية المطاف بركلات الترجيح بعد تعادلهما 3-3 في مجموع المباراتين. انتهت الإعارة في 31 ديسمبر 2014.
في موسم 2015 وفي بطولة دوري الدرجة الأولى لولاية ساو باولو (الدرجة الخامسة) ساهم فيتور جونيور في وصول كورينثيانز إلى الدور النصف النهائي عندما خسر من بالميراس بركلات الترجيح. وفي بطولة كوبا ليبرتادوريس 2015 ساهم في وصول كورينثيانز إلى الدور الثمن النهائي عندما خسر من غواراني الباراغواياني 0-3 في مجموع المباراتين. وفي بطولة دوري الدرجة الأولى ساهم في حصد كورينثيانز 26 نقطة في 13 مباراة.
في 20 يوليو 2015 انتقل فيتور جونيور من كورينثيانز إلى نيفي التايلندي (الدرجة الممتازة) بنظام الإعارة حتى نهاية الموسم. في موسمه الأول 2015 وفي بطولة الدوري التايلاندي الممتاز 2015 ساهم في احتلال نيفي المركز الخامس عشر برصيد 35 نقطة بفارق نقطتين عن منطقة الهبوط. وفي بطولة كأس الاتحاد التايلندي خسر نيفي في الدور الثاني من موانغتونغ يونايتد 1-3. وفي بطولة كأس الدوري التايلندي خسر نيفي في الدور الثمن النهائي من فراي 1-3. انتهت الإعارة في 31 ديسمبر 2015.
في 15 يناير 2016 انتقل فيتور جونيور من كورينثيانز إلى القادسية السعودي (الدرجة الممتازة) في صفقة انتقال حر. في موسم 2015-2016 وفي بطولة دوري المحترفين السعودي 2015–16 ساهم فيتور جونيور في احتلال القادسية المركز 11 برصيد 28 نقطة بفارق 4 نقاط عن منطقة الهبوط. وفي بطولة كأس خادم الحرمين الشريفين 2016 خرج القادسية من مباراته الأولى عندما خسر من الباطن 2-3 في الدور 32. تم فسخ العقد بينهما في 18 يوليو 2016.
في 21 يناير 2017 انتقل فيتور جونيور إلى آكتوبه الكازاخستاني (الدرجة الممتازة) في صفقة انتقال حر. في موسمه الأول 2017 وفي بطولة دوري كازاخستان الممتاز ساهم فيتور جونيور في حصد آكتوبه 16 نقطة في 19 مباراة.
في 20 يوليو 2017 انتقل فيتور جونيور من آكتوبه إلى أيه بي سي البرازيلي في صفقة انتقال حر. في موسمه الأول 2017 وفي بطولة الدوري البرازيلي الدرجة الثانية 2017 ساهم فيتور جونيور في احتلال أيه بي سي المركز التاسع عشر قبل الأخير برصيد 34 نقطة بفارق عشر نقاط عن منطقة الأمان وبالتالي الهبوط إلى الدرجة الثالثة.
في 9 يناير 2018 انتقل فيتور جونيور من أيه بي سي إلى نيفي التايلندي (الدرجة الممتازة) في صفقة انتقال حر. في موسمه الأول 2018 وفي بطولة الدوري التايلاندي الممتاز 2018 ساهم فيتور جونيور في احتلال نيفي المركز السادس عشر برصيد 30 نقطة بفارق 12 نقطة عن منطقة الأمان وبالتالي الهبوط إلى الدرجة الثانية. وفي بطولة كأس الاتحاد التايلندي ساهم في وصول نيفي إلى الدور الثمن النهائي عندما خسر من سي سا كت (الدرجة الثانية) 0-2. وفي بطولة كأس الدوري التايلندي خرج نيفي من مباراته الأولى عندما خسر من ناخون باثوم يونايتد (الدرجة الرابعة) 0-1.
في 18 يناير 2019 انتقل فيتور جونيور من نيفي إلى بروسكه البرازيلي في صفقة انتقال حر. في موسمه الأول 2019 وفي بطولة كأس البرازيل خرج بروسكه من مباراته الأولى عندما تعادل مع أتلتيكو غويانيينسي 1-1. وتنص قوانين البطولة أن في المرحلة الأولى تلعب كل مباراة على أساس مباراة واحدة ويستضيف الفريق الأقل مرتبة في الاتحاد البرازيلي المباراة. في حالة التعادل فإن الفريق الأعلى مرتبة في الاتحاد البرازيلي لكرة القدم سيتقدم إلى المرحلة الثانية. وفي بطولة دوري الدرجة الأولى لولاية سانتا كاتاريكا ساهم في احتلال بروسكه المركز السادس برصيد 20 نقطة بفارق 7 نقاط عن صاحب المركز الرابع كريسيوما المؤهل إلى الدور النصف النهائي. تم فسخ العقد في 2 أبريل 2019.
في 31 يناير 2020 انتقل فيتور جونيور إلى فيلا نوفا البرازيلي في صفقة انتقال حر. في موسمه الأول 2020 وفي بطولة دوري الدرجة الأولى لولاية ميناس غيراس (الدرجة الخامسة) ساهم فيتور جونيور في احتلال فيلا نوفا المركز الحادي عشر قبل الأخير برصيد 4 نقاط بفارق 6 نقاط وبالتالي يهبط إلى الدرجة الثانية لولاية ميناس غيراس (الدرجة السادسة).
في 21 يوليو 2020 انتقل فيتور جونيور من فيلا نوفا إلى ساو جوزيه البرازيلي في صفقة انتقال حر. في موسمه الأول 2020 وفي بطولة دوري الدرجة الثالثة ساهم فيتور جونيور في احتلال ساو جوزيه المركز الثامن برصيد 20 نقطة بفارق 3 نقاط عن منطقة الهبوط. وفي بطولة كأس البرازيل ساهم في وصول ساو جوزيه إلى الدور الثالث عندما خسر من أتلتيكو غويانيينسي 1-2.
في 25 يناير 2021 انتقل فيتور جونيور من ساو جوزيه إلى أمريكا البرازيلي في صفقة انتقال حر. في موسمه الأول 2021 وفي بطولة دوري الدرجة الأولى لولاية ريو دي جانيرو (الدرجة الخامسة) ساهم فيتور جونيور في احتلال أمريكا المركز الرابع برصيد 12 نقطة في الدوري التمهيدي وبالتالي هبط إلى الدرجة الثانية لولاية ريو دي جانيرو (الدرجة السادسة).
في 29 مارس 2021 انتقل فيتور جونيور من أمريكا إلى جاتينزي البرازيلي في صفقة انتقال حر. في موسمه 2021 وفي بطولة دوري الدرجة الأولى لولاية غوياس (الدرجة الخامسة) ساهم في خسارة جاتينزي في الدور الربع النهائي من أباريسيدنسي 1-5 في مجموع المباراتين. تم فسخ العقد بينهما في 12 مايو 2021.
في 31 يوليو 2021 انتقل فيتور جونيور إلى النجمة البحريني في صفقة انتقال حر.

## الإنجازات

### الأندية
- إنترناسيونال
  - دوري الدرجة الأولى لولاية ريو غراندي دو سول (2): 2005 - 2013
- دينامو زغرب
  - الدوري الكرواتي الممتاز (1): 2006/2005
- سبورت ريسيفي
  - دوري الدرجة الأولى لولاية بيرنامبوكو (1): 2007
- أتلتيكو غويانيينسي
  - دوري الدرجة الأولى لولاية غوياس (1): 2011
- كورينثيانز
  - ريكوبا سودأمريكانا (1): 2013

## وصلات خارجية
- فيتور جونيور على موقع رابطة كرة القدم اليابانية للمحترفين (اليابانية)
- فيتور جونيور على موقع قاعدة بيانات كرة القدم.إي يو (الإنجليزية)
- فيتور جونيور على موقع Soccerway.com (الإنجليزية)
- فيتور جونيور على موقع عالم كرة القدم.نت (الإنجليزية)
- فيتور جونيور على موقع AS.com (الإسبانية)